# 84P/Giclas
84P/Giclas, nota anche come cometa Giclas, è una cometa periodica appartenente alla famiglia delle comete gioviane.

## Prime osservazioni
Per quanto a un profano in questioni astronomiche possa sembrare strano la cometa fu osservata per la prima volta 47 anni prima della sua scoperta: questo fatto è venuto alla luce oltre 50 anni dopo le prime osservazioni, dopo la scoperta ufficiale della cometa da parte di Giclas.
Alla fine degli anni ottanta del XX secolo, quindi dopo la scoperta ufficiale avvenuta l'8 settembre 1978, David H. Levy, un famoso astrofilo canadese scopritore di numerose comete, scoprì nell'archivio dell'Osservatorio Lowell immagini di una cometa ripresa nel settembre 1931, queste immagini furono misurate dall'astronomo statunitense Brian A. Skiff, la cometa era stata scoperta da Clyde William Tombaugh, lo scopritore del pianeta nano Plutone, in passato considerato un pianeta. Questo fatto veniva reso pubblico il 13 aprile 1995, il 5 maggio 1995 veniva pubblicata l'identificazione da parte dell'astrofilo olandese Reinder J. Bouma della cometa scoperta da Tombaugh con la cometa scoperta da Giclas .